# United States (album)
United States è il decimo album in studio del chitarrista statunitense Paul Gilbert, pubblicato in collaborazione con il cantante Freddie Nelson nel 2009.

## Tracce
Testi e musiche di Paul Gilbert e Freddie Nelson.
1. The Last Rock and Roll Star – 4:04
2. Hideaway – 4:40
3. Waste of Time – 3:22
4. Bad Times Good – 3:38
5. Paris Hilton Look-Alike – 4:02
6. The Answer – 3:02
7. I'm Free – 4:18
8. Pulsar – 4:26
9. Girl from Omaha – 3:14
10. I'm Not Addicted – 3:00

## Formazione
- Paul Gilbert – chitarra, basso, voce
- Freddie Nelson – voce, chitarra
- Emi Gilbert – tastiere
- Matt "Muck" Muckle – batteria